# 1+1=0
1+1=0 – debiutancki autorski album Zabrockiego, multiinstrumentalisty i kompozytora, członka grupy Hey, wydany 4 września 2015 przez Kayax.

## Lista utworów
1. „Wiśniówka” (śpiew Barbara Wrońska)
2. „Boję się”
3. „Zgrzyt”
4. „Parasol” (śpiew Iza Komoszyńska)
5. „Czemu wciąż jest czwartek” (śpiew Katarzyna Nosowska)
6. „Mentolowy dym” (śpiew Joanna Halszka Sokołowska)
7. „Opa” (śpiew Leon Zabrocki)
8. „Szkoda czasu” (śpiew Czesław Mozil)
9. „Herbu Warkoczyk” (śpiew Olga Zabrocka)
10. „Suma niespełnionych obietnic”

## Nagrody i wyróżnienia
- „Najlepsze polskie płyty 2015 roku” według muzycznego portalu BrandNewAnthem.pl: miejsce 9[6].